# Keith Rivich
| 35403 Latimer    | 22 dicembre 1997  |
| 38269 Gueymard   | 10 settembre 1999 |
| 58671 Diplodocus | 25 dicembre 1997  |
| 72596 Zilkha     | 21 marzo 2001     |

Keith Rivich (...) è un astronomo statunitense.
Entrato nel Fort Bend Astronomy Club di Stafford in Texas, ne divenne presidente tra il 2001 e il 2002.
Il Minor Planet Center gli accredita la scoperta di cinque asteroidi, effettuate tra il 1996 e il 2001, tutte in collaborazione con altri astronomi: Joseph A. Dellinger, William G. Dillon e Cynthia Gustava.